# Who Is She 2 U
"Who Is She 2 U" är en låt framförd av den amerikanska artisten Brandy, inspelad till hennes fjärde studioalbum Afrodisiac (2004). Låten skrevs och komponerades av Walter Millsap III, Timothy "Timbaland" Mosley och Candice Nelsonett. Den samplar Jacqueline Hilliards "Instant Love" (1968), vilken skrevs av Hillard och Leon Ware. "Who Is She 2 U" gavs ut som skivans andra Nordamerikanska singel den 27 juli 2004 och som den tredje singeln i Europa och Oceanien den 21 mars följande år.
Singeln hade små till måttliga framgångar på singellistorna i världen. Låten noterades som högst på plats 85 på Billboard Hot 100 och på plats 43 på R&B-listan Hot R&B/Hip-Hop Songs. "Who Is She 2 U" nådde topp-femtio på Storbritanniens UK Singles Chart samt topp-tio på Tysklands Deutsche Black Charts. Musikvideon till låten regisserades av Jake Nava och filmades i juli, 2004, i Los Angeles, Kalifornien. 

## Bakgrund och produktion
"Who Is She 2 U" var en av de första låtarna Brandy jobbade på tillsammans med Timbaland efter hennes skilsmässa med Robert Smith 2002. Låttexten handlar om huvudpersonens konfrontationer med sin otrogna pojkvän, som vänstrar upprepade gånger med olika kvinnor. I en intervju för MTV News förklarande sångerskan att det självbiografiska spåret praktiskt taget var mest till hennes kvinnliga publik. "Det är en låt som jag tror många kvinnor har upplevt, jag har definitivt gjort det." Hon beskrev den som "påminnande om Mary J. Bliges äldre stil och sound. "Jag uttryckte mina innersta känslor om livet, kärlek och förhållanden. Det är mig vid mitt 'råaste' ögonblick. Timbaland uppmuntrade mig att göra mitt bästa." 
I sena oktober 2003, läckte en tidig version av låten tillsammans med ett klipp av "Finally" på ratethemusic.com, en hemsida som gör undersökningar på vad folk tycker om olika låtar med olika artister. Sångaren Usher som var förväntad att vara med på skivan, om-inspelade låten med stycken då han sjöng utifrån det manliga perspektivet, duetten förblev dock inofficiell men blev mycket populärare än originalversionen.

## Listpresterande
Singeln släpptes först i USA där den debuterade på en 85:e plats på Billboard Hot 100 den 28 augusti 2004. "Who Is She 2 U" blev den femte högst debuterande låten under veckan. Singeln låg kvar på listan i tre veckor men då den misslyckades att klättra högre på försäljningslistan blev den Brandys lägst-listpresterande singel med en tillhörande musikvideo i karriären. Liksom sin föregångare, "Talk About Our Love", lyckades den bättre på Billboards andra listor med en 20:e placering på Hot R&B/Hip-Hop Singles Sales chart, en 31 plats på Hot Singles Sales chart och en 50 placering på Hot R&B/Hip-Hop Airplay och Hot R&B/Hip-Hop Songs. Remixversionen med Usher förlängde låtens vistelse på listorna med en andra placering på Hot Dance Singles Sales. Utomlands gjorde låten inga märkbara prestationer; en 50:e plats på UK singles chart och en 99 plats på Australian ARIA Singles. Båda positionerna blev också sångerskans lägsta utomlands. I Tyskland gjorde låten avsevärt bättre ifrån sig med en 7:e plats på German Black Chart.

## Musikvideo
Musikvideon för "Who Is She 2 U" regisserades av Jake Nava och filmades på olika platser i Los Angeles i juli 2004. Laurie Ann Gibson gjorde koreografin. Videon utspelar sig i "normal miljö" i ett bostadsområde. 
I den spelar Brandy flickvännen som ser allt, hör allt och vet allt. Norwood framför sina första verser längst bak i en buss medan hon observerar sin pojkvän som går ombord och har ett intensivt och flörtande samtal med en annan kvinna. Nästa scen visar Brandy som dansar i en dammig miljö framför en renoveringsbyggnad där hon sjunger den första melodin. I nästa scen står hon vid ett trafikljus vid en trafikerad korsning i en grå outfit med stora solglasögon. Därifrån följer hon efter sin pojkvän in i en frisersalong och sjunger sedan i en friserstol. Medan syns pojkvännen som står utanför och flörtar med två nya kvinnor. Videon slutar med att en av manens många kvinnor lika som Norwood vill veta vad som pågår, medan de grälar står Brandy i en busskur lite längre bort och sjunger de sista verserna av låten. Hot tittar på de båda med ett tröttsamt uttryck i ansiktet och går sedan iväg.

## Format och innehållsförteckningar
| - Internationell CD-singel 1. "Who Is She 2 U" (Radio Edit) 2. "Who Is She 2 U" (Josh Harris Old School Edit) 3. "Who Is She 2 U" (Davidson Ospina Edit) - Amerikansk CD-singel 1. "Who Is She 2 U" (Radio Edit) 2. "Who Is She 2 U" (Josh Harris Old School Edit) | - Europeisk/Amerikansk Maxi-singel 1. "Who Is She 2 U" (Hani Club Mix) 2. "Who Is She 2 U" (Josh Harris Old School Club Mix) 3. "Who Is She 2 U" (FTL Club Mix) 4. "Who Is She 2 U" (E-Smoove Bump Mix) 5. "Who Is She 2 U" (Johnny Budz Club Mix) 6. "Who Is She 2 U" (Hani Dub) 7. "Who Is She 2 U" (Sugar Dip Solo Dub) 8. "Who Is She 2 U" (FTL Dub Mix) 9. "Who Is She 2 U" (Josh Harris Alternative Mix) 10. "Who Is She 2 U" (Pull's Passionate Mix) |

## Listor
| Listor (2004-2005)                                  | Topp position |
| --------------------------------------------------- | ------------- |
| Australiens singellista                             | 99            |
| Tyska German Black Chart                            | 7             |
| Storbritanniens UK Singles Chart                    | 50            |
| Amerikanska Billboard Hot 100                       | 85            |
| Amerikanska Billboard Hot R&B/Hip-Hop Songs         | 43            |
| Amerikanska Billboard Hot R&B/Hip-Hop Singles Sales | 20            |
| Amerikanska Billboard Hot Dance Singles             | 2             |